# Asesinato de Jane Britton
Jane Britton (Estado de Massachusetts, 17 de mayo de 1945 - Cambridge, 7 de enero de 1969) fue una joven estudiante universitaria estadounidense que fue violada y asesinada en su apartamento de la Universidad de Harvard. El caso quedó frío hasta que medio siglo después los avances tecnológicos permitieron nuevas pruebas de ADN, identificando como su agresor a Michael Sumpter, que había muerto en 2001 tras ser puesto en libertad condicional en un centro de cuidados paliativos.

## Biografía de la víctima
Nacida en 1945, Jane Britton era hija de J. Boyd Britton, vicepresidente administrativo del Radcliffe College de Cambridge, una universidad para mujeres que compartía vínculos con Harvard y disfrutaba de una reputación similar. Su madre, Ruth, era una académica visitante en historia medieval en el Instituto de Estudios Avanzados Radcliffe. La familia vivía en Needham, otro suburbio de Boston.
Britton había asistido a la Dana Hall School, una escuela privada en Wellesley. Además de sus estudios académicos, aprendió a montar a caballo, tocar el piano y el órgano y pintar. Ella misma fue a Radcliffe, donde se especializó en antropología, y escribió su tesis sobre metodologías comparativas en el estudio de una de las culturas perigordianas en una semana. Después de graduarse magna cum laude en 1967, fue aceptada en el programa de posgrado de la Universidad de Harvard en el campus que tenía el centro en Cambridge.
Britton estaba particularmente interesada en la arqueología de Oriente Próximo. A mediados de 1968, fue una de las candidatas a doctorado que acompañaron al director del departamento Stephen Williams y al líder de la expedición C. C. Lamberg-Karlovsky a a una excavación en el sureste de Irán, donde encontraron lo que Lamberg-Karlovsky creía que eran las ruinas de Alejandría de Carmania, una de las ciudades fundadas por Alejandro Magno en el año 325 a. C., en el montículo de Tepe Yahya. Lamberg-Karlovsky más tarde le atribuyó a Britton uno de los hallazgos importantes de la excavación.
Britton vivía en un apartamento del cuarto piso en el número 6 de University Road, un edificio propiedad de Harvard, a poca distancia de Harvard Square. Mientras estudiaba, Britton hizo la mayor parte de su trabajo en el Museo Peabody de Arqueología y Etnología de la universidad. Fuera de sus estudios, pintaba cuadros de animales en su apartamento, donde tenía una tortuga y un gato como mascotas. También socializó, principalmente con compañeros de estudios de su departamento. Uno, James Humphries, se había convertido en su novio; también cenaba con frecuencia con sus compañeros estudiantes de posgrado en antropología Donald y Jill Mitchell, que vivían en el apartamento contiguo al suyo, habiendo tocado el órgano en la ceremonia de su boda.
Los informes de los periódicos contemporáneos describen el edificio en el que residía como decrépito e inseguro. El New York Times lo llamó "cutre e infestado de cucarachas" con pintura descascarillada en los pasillos. En 1963, Beverly Samans, una estudiante de posgrado de la Universidad de Boston, había sido violada y asesinada en su apartamento del mismo edificio; el crimen aún no se había resuelto cinco años después, pero se cree que fue uno de los 13 cometidos por el estrangulador de Boston. The Harvard Crimson informó que el edificio "lúgubre y lleno de basura" no tenía cerraduras en las puertas exteriores, a pesar de las repetidas súplicas de los inquilinos para instalarlas junto con un sistema de timbre para restringir aún más la entrada a sus invitados. La puerta del apartamento de Britton tenía una cerradura tan disfuncional que rara vez la usaba; los Mitchell dijeron que tenía la intención de mudarse del edificio a principios del próximo año (1970).
El crimen callejero también se había convertido en un problema en el vecindario durante los meses anteriores. The Tech, el periódico estudiantil semanal del Instituto de Tecnología de Massachusetts, también ubicado en Cambridge, informó que varios estudiantes y profesores de Harvard habían sido víctimas de asaltos o intentos de asalto en el área entre Cambridge Common y los dormitorios de Radcliffe a finales de 1968. Amigos de Britton recordaron que mientras estudiaba en Radcliffe ella misma había luchado contra un atacante en el Common con una navaja, cortándole la ropa en el robo; el incidente no había sido denunciado a la policía.

## Asesinato
En la noche del 6 de enero de 1969, el primer lunes del año nuevo y día en que las clases se reanudaban tras las vacaciones navideñas, Britton y Humphries se reunieron con otros compañeros de clase de antropología para cenar en un restaurante local, tras lo cual la pareja fue a patinar sobre hielo en el Common. Humphries regresó con ella a su apartamento a las 22:30 horas y se separaron una hora después cuando él se fue al suyo. Fue vista por última vez en el piso de los Mitchell a las 23:30 horas, ya del 7 de enero.
El 7 de enero fue un día importante para todos los candidatos a doctorado en antropología, ya que era el día de sus exámenes generales, la culminación de la parte de aula de sus títulos, después de lo cual comenzarían a trabajar a tiempo completo en sus disertaciones. Britton no asistió, algo que sus compañeros encontraron inusual para alguien que había mostrado tanta dedicación a sus estudios. Humphries la llamó repetidamente esa mañana, pero ella no respondió.
Después del examen, poco después del mediodía, Humphries fue al apartamento de Britton. Como la puerta estaba abierta, pudo entrar y la encontró boca abajo en la cama con el camisón sobre la cabeza y una alfombra y un abrigo de piel encima del cuerpo. Pensando que estaba enferma, fue a la puerta de al lado y le preguntó a Jill Mitchell si podía mirar más de cerca. Cuando lo hizo, descubrió la cabeza ensangrentada de Britton y se dio cuenta de que estaba muerta.

## Investigación
La policía de Cambridge se personó en el apartamento de Britton y comenzaron a recolectar pruebas; descubrieron que Britton había sido violada y asesinada. El médico forense la declaró oficialmente muerta; esa noche había realizado la autopsia y, habiendo encontrado múltiples laceraciones en la cabeza con fracturas de cráneo subyacentes, así como un hematoma en su brazo, dictaminó que la muerte fue un homicidio por traumatismo contundente que había ocurrido aproximadamente 10 horas antes de que el cuerpo fuera descubierto. No se había sacado nada de valor del apartamento. Se llamó a la Policía del Estado de Massachusetts para que barriera el apartamento en busca de pruebas forenses.
Por la forma de las heridas en la cabeza, el arma homicida tenía un pico, pero los investigadores no pudieron determinar exactamente qué se había utilizado. "Era algo afilado, como un hacha o un cuchillo", dijo Leo Davenport, el detective principal del caso. Más tarde especularon que se había utilizado una piedra de 10 por 15 cm con un extremo puntiagudo, un recuerdo que Britton había traído a casa de la excavación iraní. Faltaba y la policía estatal no encontró ningún arma en el apartamento; sin embargo, descubrieron un conjunto de huellas dactilares que no coincidían ni con Britton ni con ninguna otra persona que los investigadores supieran que había estado en el apartamento.
Los resultados finales de la autopsia, una semana después, tampoco dieron nueva información ni se descubrieron detalles que pudieran conducir a un arresto o a clarificar los últimos minutos de Britton. Sin embargo, el escrutinio del edificio produjo algunas pistas. Un joven en otro apartamento del edificio recordó haber escuchado ruidos inusuales en la escalera de incendios esa noche. Otro vecino de Britton le dijo a la policía que había visto a un hombre al que describió de 1,80 m de altura y unos 77 kg de peso huyendo del edificio a la 1:30 de la madrugada.

### Efecto de la cobertura de los medios
Debido a las conexiones con Harvard y Radcliffe, el caso atrajo la atención de los medios nacionales. El New York Times publicó varios artículos sobre el caso durante las próximas dos semanas. Fue la primera asignación para el reportero de United Press International Michael Widmer, y periódicos de lugares tan alejados como California publicaron sus historias.
Gran parte de los informes se centraron en el aspecto inusual del caso. El cuerpo de Britton, junto con el piso, las paredes y el techo, había sido rociado con un polvo marrón rojizo identificado como ocre rojo u óxido de hierro. Cuando la policía le contó esto al profesor Williams mientras discutía el caso con él, dijo que los antiguos iraníes, junto con muchas otras culturas en el mundo, rociaban dicha sustancia sobre los muertos como un rito funerario. Junto con la forma en que se había usado la ropa de Britton para cubrir su cuerpo, y la aparente falta de interés del asesino en llevarse sus objetos de valor, llevó a especular que había sido asesinada por alguien que la conocía de Harvard y no un extraño.
Lamberg-Karlovsky llamó a esa idea "completamente fabricada y sin fundamento". Sin embargo, Williams le dio a la policía una lista de cien estudiantes y profesores del departamento que podrían haber tenido este conocimiento, la mayoría de los cuales testificó en una audiencia del gran jurado en febrero, acelerada ya que muchos de ellos debían dejar el país para excavar en pocos meses. Pero al mismo tiempo, descartó los rumores de que había habido fricciones entre los miembros del equipo en Irán que podrían haber motivado a alguien a asesinar, diciendo que no ocurrió nada más grave que el tipo de tensiones menores que surgen entre un grupo que vive y trabaja en estrecha colaboración por un periodo extendido.
Muchos de los amigos de Britton no podían imaginar que nadie quisiera matarla. No obstante, la policía de Cambridge filmó su servicio fúnebre el 10 de enero, en caso de que alguien de los presentes hubiera estado involucrado y se delatara por su comportamiento. Humphries y los Mitchell fueron sometidos al detector de mentiras, y los detectives hablaron o intentaron hablar con cualquiera que se mencionara en su diario y en una guía telefónica antigua.
Tres días después del asesinato, la policía de Cambridge anunció que había encontrado la piedra, pero no expusieron dónde. En una conferencia de prensa especial sobre el caso, el jefe James Reagan dijo que a partir de ese momento los detectives necesitarían su permiso para revelar cualquier información sobre el caso, algo que llevó a afirmar que ello se debiera a inexactitudes en los informes sobre el caso.
Con pocas noticias de la policía, la especulación mediática se centró en la contracultura activa de la época, que estaba muy presente en Cambridge. Un amigo de Britton en Radcliffe le dijo al New York Times que "él conocía a mucha gente extraña en Cambridge, los parásitos y cabezas ácidas a quienes no llamarías tipos jóvenes y sanos de Harvard y Radcliffe" hasta el punto de que asistía a fiestas durante todo el año y se llevaba bien con ellos. Se postuló que quizás quien había matado a Britton había estado bajo la influencia de drogas alucinógenas populares entre los miembros de la contracultura en ese momento.

### Homicidio de Ada Bean
El 6 de febrero, menos de un mes después de que Britton fuera encontrada muerta, otra mujer, con conexiones pasadas con Harvard, fue encontrada asesinada en su residencia de Cambridge en circunstancias similares. Ada Bean, de 50 años, exsecretaria de investigación de la universidad, había sido violada y golpeada hasta la muerte en su apartamento de Linnaean Avenue, cerca del campus de Radcliffe.
El cuerpo de Bean también fue encontrado en su cama, boca abajo, con la ropa de dormir sobre la cabeza y cubierta con mantas. Ella también fue encontrada por alguien que se había percatado de su ausencia, en su caso su empleador por no presentarse al trabajo, quien ingresó al departamento con la ayuda del conserje del edificio. La policía creía que ella, como Britton, había muerto mientras dormía (sin embargo, su edificio tenía las cerraduras exteriores y las cerraduras interiores funcionales, lo que Britton no tenía).
La similitud de los dos homicidios llevó a especular que estaba involucrado el mismo agresor. En ese momento, Albert DeSalvo había confesado el asesinato de Samans, así como las otras 12 víctimas del estrangulador de Boston a principios de la década. Fue condenado a cadena perpetua por otros delitos, ya que no pudo ser procesado por los asesinatos. Como ya estaba en un hospital psiquiátrico, no podría haber matado también a Britton y Bean. Pero la confesión de DeSalvo había sido la única evidencia que lo relacionaba con la mayoría de los asesinatos del estrangulador, y se llegó a especular que pudo haber más de un asesino responsable de esos asesinatos: un segundo asesino que podría haber reanudado sus actividades con Britton y Bean. La policía no dijo si los dos asesinatos estaban relacionados entre sí o con otros.

## Enfriamiento del caso
Tras la investigación inicial y las frustraciones que provocaron los callejones sin salida del caso, sin información relevante, el caso acabó enfriándose y desapareció del radar de la policía, de los medios y de la opinión pública. Sin embargo, nunca se cerró. La cobertura ocasional del caso por parte de los medios de comunicación se vio limitada por la continua negativa de la policía a divulgar los registros originales del caso, citando la investigación en curso.
La evidencia del caso estaba bien conservada, y cuando las pruebas de ADN estuvieron disponibles para los investigadores a fines de la década de 1980, finalmente analizaron el semen dejado por el asesino. No produjo ninguna coincidencia con los perfiles de delincuentes conocidos en ese momento, así como tampoco en 2006, cuando se hizo una nueva prueba. A principios de la década de 2010, varios escritores, nuevamente el periodista Michael Widmer, la escritora Becky Cooper, de The New Yorker, o la usuaria de Reddit Alyssa Bertetto, moderadora principal del subreddit "Unresolved Mysteries" comenzaron a investigar el caso y a solicitar copias de los registros de investigación.
La mayoría de estas solicitudes fueron denegadas. Cuando los periodistas recibieron registros, fueron muy limitados, pues a veces solo consistían en recortes de periódicos de artículos sobre el caso. Widmer observó que este era un patrón común para las fuerzas del orden público en Massachusetts negarse a divulgar toda la información, excepto la más básica, sobre casos prolongados. Él, Cooper (que había dejado la revista para trabajar a tiempo completo en un libro sobre el caso Britton) y Bertetto presentaron demandas contra la ciudad de Cambridge para forzar la publicación de los archivos del caso, argumentando que nuevas pistas habían sido generadas por la divulgación de información de casos prolongados en otras jurisdicciones.
Durante los preparativos para las audiencias judiciales de los casos, la policía y los fiscales revisaron toda la información que tenían. Mientras lo hacían, volvieron a mirar la evidencia de ADN y consideraron si era hora de procesarla nuevamente con la esperanza de encontrar una coincidencia. La policía estatal les dijo que las nuevas técnicas forenses podrían procesar más ADN, por lo que es más probable que puedan encontrar una coincidencia esta vez. Los investigadores decidieron intentarlo de nuevo.

## Identificación póstuma del agresor mediante ADN
El análisis de ADN de 2017 fue, por primera vez en el caso, capaz de recuperar suficiente material genético para realizar un análisis Y-STR y así obtener cadenas específicas de un depositante masculino. Tras ser ingresado en el CoDIS, el sistema devolvió a los investigadores una coincidencia con un sospechoso identificable: Michael Sumpter, un violador convicto que había muerto en 2001, poco más de un año después de haber sido en puesto en libertad condicional de su sentencia por ese delito en cuidados paliativos para el cáncer terminal que estaba sufriendo.
Para estar seguros de que era el ADN de Sumpter, los investigadores necesitaban probar el ADN del caso Britton contra el ADN de otro hombre estrechamente relacionado, ya que la porción de ADN analizada por el Y-STR seguía siendo la misma en todos los hombres de la misma línea. Los registros de Sumpter mencionaban a un hermano, pero se desconocía su paradero a mediados de la década de 2010. Investigar a la familia en Ancestry.com llevó a la policía a toparse con él, y les proporcionó una muestra que coincidía con la que se creía que era de su hermano lo suficiente como para eliminar a todos menos al 0,08 % de la población masculina humana como sospechosos.
Durante su vida, Sumpter había sido condenado por dos violaciones, la segunda de las cuales ocurrió cuando escapó de un programa de liberación laboral en el que estaba mientras cumplía su condena por la primera. Investigaciones anteriores habían encontrado coincidencias similares entre su ADN y el de otros dos asesinatos por violación en Cambridge sin resolver previamente a principios de la década de 1970, antes de su primera condena, así como otra violación sin resolver, lo que elevaba el total de delitos conocidos de su vida a cinco violaciones y tres asesinatos. Sin embargo, a pesar de las similitudes en el caso de Ada Bean, la policía no consideró en ese momento sospechoso a Sumpter.
Investigaciones posteriores encontraron otra evidencia circunstancial que conectaba a Sumpter con Cambridge en 1969. Si bien no vivía en la ciudad en ese momento, lo hizo durante su infancia en la década de 1950 y asistió al primer grado en el Distrito de Escuelas Públicas de Cambridge. Más tarde, en su juventud, la policía lo arrestó cuando era menor. Dos años antes del asesinato, había trabajado en Arrow Street, a escasos dos kilómetros del apartamento de Britton, y en ese momento su novia vivía en Cambridge. En 1972, fue declarado culpable de agredir a una mujer que había conocido en la estación de metro de Harvard Square, cerca de University Road.
En una conferencia de prensa de noviembre de 2018, la fiscal de distrito del condado de Middlesex, Marian T. Ryan, anunció los resultados de la investigación: "Michael Sumpter ha sido identificado como la persona responsable del asesinato de Jane Britton en 1969". Aunque Sumpter no pudo ser juzgado debido a su muerte, Ryan declaró que "estoy segura de que el misterio de quién mató a Jane Britton finalmente se ha resuelto y este caso está oficialmente cerrado". Fue el caso sin resolver más antiguo en el condado de Middlesex.
Habiendo identificado al perpetrador, la policía expuso su teoría de cómo Sumpter había cometido el crimen. Como había sugerido uno de los relatos de los testigos en ese momento, a pesar de la deficiente seguridad del edificio, probablemente había utilizado la escalera de incendios para acceder al apartamento de Britton. Los informes de toxicología de la autopsia encontraron que, si bien la sangre de la víctima no contenía alcohol, su estómago tenía un contenido de alcohol del 0.08 %, seguramente del refrigerio que había tomado en casa de los Mitchell, lo que sugiere que había muerto antes de que pudiera ser metabolizado. Una vez que Sumpter hubo terminado, volvió a bajar por la escalera de incendios y huyó del edificio. Su altura y peso en ese momento, 1,80 m. y 84 kg. estaban cerca de los estimados por el vecino que había visto al hombre huir a la 1:30 de la noche.
A pesar de la gran importancia que se le otorgó originalmente al ocre rojo disperso, la policía concluyó más tarde que era una "pista falsa".